# 金乃花武夫
金乃花 武夫（かねのはな たけお、1936年10月11日 - 没年不明）は、神奈川県横浜市鶴見区出身で出羽海部屋に所属した大相撲力士。本名は金井 武夫（かない たけお）。最高位は西小結（1962年9月場所）。現役時代の体格は181cm、119kg。得意手は右四つ、突っ張り、小手投げ、首投げ。

## 来歴・人物
地元の横浜市立寺尾中学校に在学中は野球で鳴らし、後に中央大学やプロ野球の大洋ホエールズなどで活躍する桑田武とは同期で同じチームでプレーした（因みにチームでのポジションは、金井が一塁手、桑田が三塁手であった）。しかし、チームメイトの先輩で後に東映フライヤーズに入団する稲垣正夫（※ただし、稲垣がフライヤーズに入るのは、金井が大相撲入りして以降のことである（1956年暮れ））の実兄と出羽海部屋後援会の幹事が親友同士であったことが、その後の運命を変えた。
同部屋に身を寄せていた元関脇・大戸平の尾車親方の勧誘を受け、1952年5月、15歳で出羽海部屋に入門。
同年5月場所で初土俵を踏み、翌9月場所、「金ノ花」の名で序二段に付いた。「金ノ花」の四股名は、尾車が現役時代、「大戸平」に改名する前に名乗っていたものである（本名の「金井」と当時の出羽海親方（元横綱・常ノ花）の現役名から名付けられた、という説もある）。
以来順調に番付を上げてゆき、1957年5月、20歳で新十両昇進。1958年1月場所では東十両9枚目で11勝4敗と大きく勝ち越し、翌3月場所、幸運な新入幕を果たしている（本来十両9枚目から幕内に昇進する為には12勝以上が必要で、11勝止まりでは入幕は難しく、自身も「3月場所では、入幕への足固めを…」と考えていた。この幸運にあり付いた理由には、同場所より前頭の人員が2人増えたことが挙げられよう）。
それから暫くは幕内下位と十両との往復が続いたが、次第に幕内に長く定着する地力が身に付き、1961年7月場所から1963年11月場所までの15場所・約2年半は三役～前頭上位で活躍。1962年7月場所では、横綱・大関との対戦圏外ぎりぎりである前頭6枚目の地位で、10勝5敗と2桁の勝ち星を挙げた。この好成績により翌9月場所では、最高位となる西小結に昇進したが、4勝11敗と大きく負け越している。なお、三役経験はこれが最初で最後である。
敢闘賞受賞のチャンスは2度あったがともに逸し、以降も好機なく、取り口の地味さも相俟って一度も三賞を受けることはできなかった（他に惜しかったのは1962年1月場所で、5日目にこの場所13勝2敗で優勝した横綱・大鵬を捨て身の小手投げで倒しながら6勝9敗と負け越し、殊勲賞のチャンスを逃している）。また1963年3月場所では、初日に新大関・豊山を下している。
突っ張りを主体とし、右四つの体勢からの寄り、投げも得意とした。
横綱昇進直後の佐田の山の土俵入りで、露払いを務めた経験がある（1965年3月場所。以後、同年9月場所まで務めた）。
1966年以後は、十両に腰を据えるようになり、体力の衰えも手伝って次第に番付も下がっていった。
東幕下筆頭の地位にて初日より休場した1967年9月場所を以って、30歳で引退。
年寄名跡を取得できなかった為、引退後は日本相撲協会に残らず、東京都品川区大井で小料理店を営んだ。
その後、病没したと伝わるが、死没時の年齢や没年月日などについては一切判明していない。

## エピソード
- 中学時代の野球仲間であった桑田武とは、お互い野球と相撲で名を成してからも、長い間親交を続けたという。
- 1961年11月場所千秋楽に於いて、元大関・松登の現役最後の対戦相手となり、白星を挙げている（松登は場所後に引退を表明し、年寄・振分を襲名した）。

## 主な戦績
- 通算成績：536勝511敗27休 勝率.512
- 幕内成績：287勝335敗8休 勝率.461
- 現役在位：82場所
- 幕内在位：42場所
- 三役在位：1場所（小結1場所）
- 三賞：無し
- 金星：1個（大鵬から。1962年1月場所）
- 各段優勝

十両優勝：1回（1966年11月場所）

### 場所別成績
| | 一月場所 初場所（東京） | 三月場所 春場所（大阪） | 五月場所 夏場所（東京） | 七月場所 名古屋場所（愛知） | 九月場所 秋場所（東京） | 十一月場所 九州場所（福岡） |
| --- | ----------------------- | ----------------------- | ----------------------- | --------------------------- | ----------------------- | --------------------------- |
| 1952年 （昭和27年） | x                       | x                       | 番付外 3–3              | x                           | 西序二段34枚目 5–3      | x                           |
| 1953年 （昭和28年） | 東序二段8枚目 3–5       | 西序二段9枚目 6–2       | 東三段目48枚目 5–3      | x                           | 西三段目35枚目 3–5      | x                           |
| 1954年 （昭和29年） | 東三段目38枚目 5–3      | 東三段目20枚目 3–5      | 東三段目24枚目 5–3      | x                           | 西三段目7枚目 6–2       | x                           |
| 1955年 （昭和30年） | 東幕下41枚目 4–4        | 西幕下39枚目 4–4        | 東幕下37枚目 5–3        | x                           | 西幕下28枚目 5–3        | x                           |
| 1956年 （昭和31年） | 東幕下20枚目 3–5        | 西幕下23枚目 6–2        | 東幕下15枚目 5–3        | x                           | 西幕下9枚目 4–4         | x                           |
| 1957年 （昭和32年） | 東幕下8枚目 5–3         | 東幕下3枚目 5–3         | 西十両23枚目 10–5       | x                           | 西十両13枚目 12–3       | 東十両5枚目 6–5–4           |
| 1958年 （昭和33年） | 東十両9枚目 11–4        | 西前頭22枚目 5–10       | 東十両3枚目 10–5        | 東前頭19枚目 11–4           | 西前頭13枚目 7–8        | 西前頭14枚目 3–12           |
| 1959年 （昭和34年） | 西十両2枚目 7–8         | 西十両3枚目 9–6         | 東十両2枚目 9–6         | 東前頭19枚目 10–5           | 東前頭13枚目 9–6        | 東前頭8枚目 6–9             |
| 1960年 （昭和35年） | 西前頭11枚目 6–9        | 東前頭13枚目 8–7        | 東前頭10枚目 6–9        | 東前頭12枚目 6–9            | 東前頭15枚目 6–9        | 西十両筆頭 8–7              |
| 1961年 （昭和36年） | 東十両筆頭 10–5         | 東前頭13枚目 8–7        | 東前頭10枚目 10–5       | 東前頭4枚目 3–4–8           | 西前頭8枚目 8–7         | 東前頭6枚目 9–6             |
| 1962年 （昭和37年） | 西前頭2枚目 6–9 ★       | 東前頭6枚目 8–7         | 西前頭2枚目 6–9         | 東前頭6枚目 10–5            | 西小結 4–11             | 西前頭5枚目 6–9             |
| 1963年 （昭和38年） | 西前頭9枚目 8–7         | 東前頭5枚目 5–10        | 西前頭8枚目 9–6         | 西前頭4枚目 7–8             | 東前頭5枚目 6–9         | 西前頭8枚目 6–9             |
| 1964年 （昭和39年） | 西前頭12枚目 8–7        | 西前頭11枚目 7–8        | 西前頭12枚目 8–7        | 東前頭9枚目 9–6             | 西前頭5枚目 4–11        | 西前頭12枚目 8–7            |
| 1965年 （昭和40年） | 東前頭8枚目 9–6         | 西前頭2枚目 5–10        | 東前頭5枚目 6–9         | 東前頭7枚目 5–10            | 西前頭12枚目 3–12       | 東十両4枚目 8–7             |
| 1966年 （昭和41年） | 東十両4枚目 7–8         | 東十両5枚目 12–3        | 東前頭15枚目 6–9        | 東十両筆頭 2–5–8            | 東十両14枚目 10–5       | 東十両5枚目 優勝 13–2       |
| 1967年 （昭和42年） | 西前頭14枚目 7–8        | 東十両筆頭 6–9          | 東十両10枚目 8–7        | 西十両9枚目 4–11            | 東幕下筆頭 引退 0–0–7   | x                           |
| 各欄の数字は、「勝ち-負け-休場」を示す。 優勝 引退 休場 十両 幕下 三賞：敢=敢闘賞、殊=殊勲賞、技=技能賞 その他：★=金星 番付階級：幕内 - 十両 - 幕下 - 三段目 - 序二段 - 序ノ口 幕内序列：横綱 - 大関 - 関脇 - 小結 - 前頭（「#数字」は各位内の序列） |                         |                         |                         |                             |                         |                             |

### 幕内対戦成績
| 力士名         | 勝数 | 負数 | 力士名 | 勝数 | 負数 | 力士名     | 勝数 | 負数 | 力士名 | 勝数 | 負数 |
| -------------- | ---- | ---- | ------ | ---- | ---- | ---------- | ---- | ---- | ------ | ---- | ---- |
| 青ノ里         | 11   | 13   | 朝岡   | 0    | 1    | 朝潮(米川) | 0    | 1    | 浅瀬川 | 2    | 2    |
| 朝ノ海         | 2    | 1    | 愛宕山 | 2    | 1    | 天津風     | 6    | 4    | 天津灘 | 0    | 2    |
| 荒岐山         | 0    | 1    | 荒波   | 4    | 3    | 泉洋       | 2    | 4    | 岩風   | 4    | 5(1) |
| 宇多川         | 13   | 7    | 及川   | 5    | 5    | 追風山     | 2    | 5    | 扇山   | 3    | 3    |
| 岡ノ山         | 1    | 1    | 海山   | 4    | 5    | 開隆山     | 5    | 5    | 柏戸   | 0    | 5    |
| 北ノ國         | 4    | 1    | 北の洋 | 1    | 3    | 北葉山     | 1    | 12   | 君錦   | 6    | 7    |
| 清恵波         | 2    | 0    | 清國   | 0    | 3    | 清勢川     | 11   | 1    | 鬼竜川 | 4    | 4    |
| 麒麟児         | 1    | 1    | 国登   | 0    | 2    | 栗家山     | 2    | 0    | 黒獅子 | 1    | 0    |
| 鯉の勢         | 2    | 0    | 高鐵山 | 3(1) | 3    | 琴ヶ濱     | 0    | 2    | 琴櫻   | 1    | 2    |
| 逆鉾           | 0    | 1    | 沢光   | 3    | 2    | 潮錦       | 3    | 2    | 嶋錦   | 2    | 0    |
| 清水川         | 0    | 1    | 大豪   | 1    | 12   | 大心       | 1    | 1    | 大鵬   | 1    | 7    |
| 大文字         | 1    | 0    | 大雄   | 1    | 2    | 高錦       | 2    | 1    | 玉嵐   | 2    | 5    |
| 玉乃海         | 0    | 4    | 玉乃島 | 1    | 2    | 玉響       | 5    | 2    | 鶴ヶ嶺 | 7    | 10   |
| 天水山         | 1    | 0    | 時津山 | 3    | 2    | 時錦       | 1    | 2    | 戸田   | 0    | 1    |
| 栃ノ海         | 0    | 1    | 栃光   | 0    | 1    | 豊國       | 9    | 8    | 豊ノ海 | 0    | 1    |
| 羽黒川         | 6    | 8    | 羽黒山 | 1    | 13   | 長谷川     | 1    | 1    | 花光   | 1    | 1    |
| 羽子錦         | 0    | 4    | 緋縅   | 1    | 0    | 廣川       | 3    | 2    | 福ノ海 | 1    | 0    |
| 福乃里         | 2    | 0    | 房錦   | 11   | 7    | 富士錦     | 8    | 7    | 二子岳 | 0    | 1    |
| 双ツ龍         | 2    | 4    | 星甲   | 2    | 3    | 前ヶ潮     | 1    | 0    | 前田川 | 10   | 7    |
| 前ノ山(佐田岬) | 1    | 1    | 三根山 | 1    | 1    | 宮錦       | 1    | 3    | 宮柱   | 2    | 0    |
| 明武谷         | 4    | 6    | 豊山   | 2    | 8    | 芳野嶺     | 3    | 3    | 若駒   | 2    | 1    |
| 若杉山         | 8    | 5    | 若秩父 | 5    | 9    | 若天龍     | 6    | 5    | 若浪   | 3    | 8    |
| 若鳴門         | 0    | 2    | 若ノ海 | 6(1) | 3    | 若ノ國     | 7    | 4    | 若乃洲 | 2    | 2    |
| 若乃花(初代)   | 0    | 1    | 若羽黒 | 8    | 5    | 若葉山     | 5    | 1    | 若二瀬 | 1    | 0    |
| 若前田         | 5    | 7    | 若見山 | 1    | 5    |            |      |      |        |      |      |

## 改名歴
- 金ノ花 武夫（かねのはな たけお）1952年9月場所 - 1961年7月場所
- 金乃花 武夫（かねのはな - ）1961年9月場所 - 1967年9月場所